# Col du Lautaret
Col du Lautaret (2.058 m.o.h.) er et bjergpas i Frankrig. Col du Lautaret er en del af Dauphiné-Alperne. Det ligger i departementet Hautes-Alpes og krydses af landevejen D1091. Passet forbinder Romanche-dalen i nord med Guisane-dalen ved byen Briancon.
Passet ligger på hovedvejen fra Grenoble til Briancon i syd. Fra toppen af passet deler vejen sig i en bjergvej videre over passet Col du Galibier til Valloire og i hovedvejen mod syd til Briancon.
Col du Lautaret er Frankrigs højeste bjergpas åbent for biltrafik året rundt. Det er også passagen mellem Oisans og Briançonnais, ud over at være et af de laveste punkter i adskillelsen mellem de nordlige og sydlige Alper, såvel som mellem Ecrins og Arves bjergkæder.

## Galleri
- La Meije i Romanche-dalen set fra Col du Lautaret
- Vinter på Lautaret-passet
- Lautaret-passet med Guisane-dalen i baggrunden
- View mod Guisane-dalen
- Første skilt med oplysninger om stigningen fra Romanche-dalen

## Historie
Col du Lautaret har været en meget benyttet passage gennem Alperne siden romertiden. Ruten var en romersk vej, der forbandt Grenoble med Briançon. Gennem de følgende århundreder var det et særligt vigtigt bjergpas til at krydse de franske alper. Slutningen af det 19. århundrede markerede begyndelsen af turismen i regionen med udvikling af faciliteter og offentlig transport til bjergpasset.